# Dísir

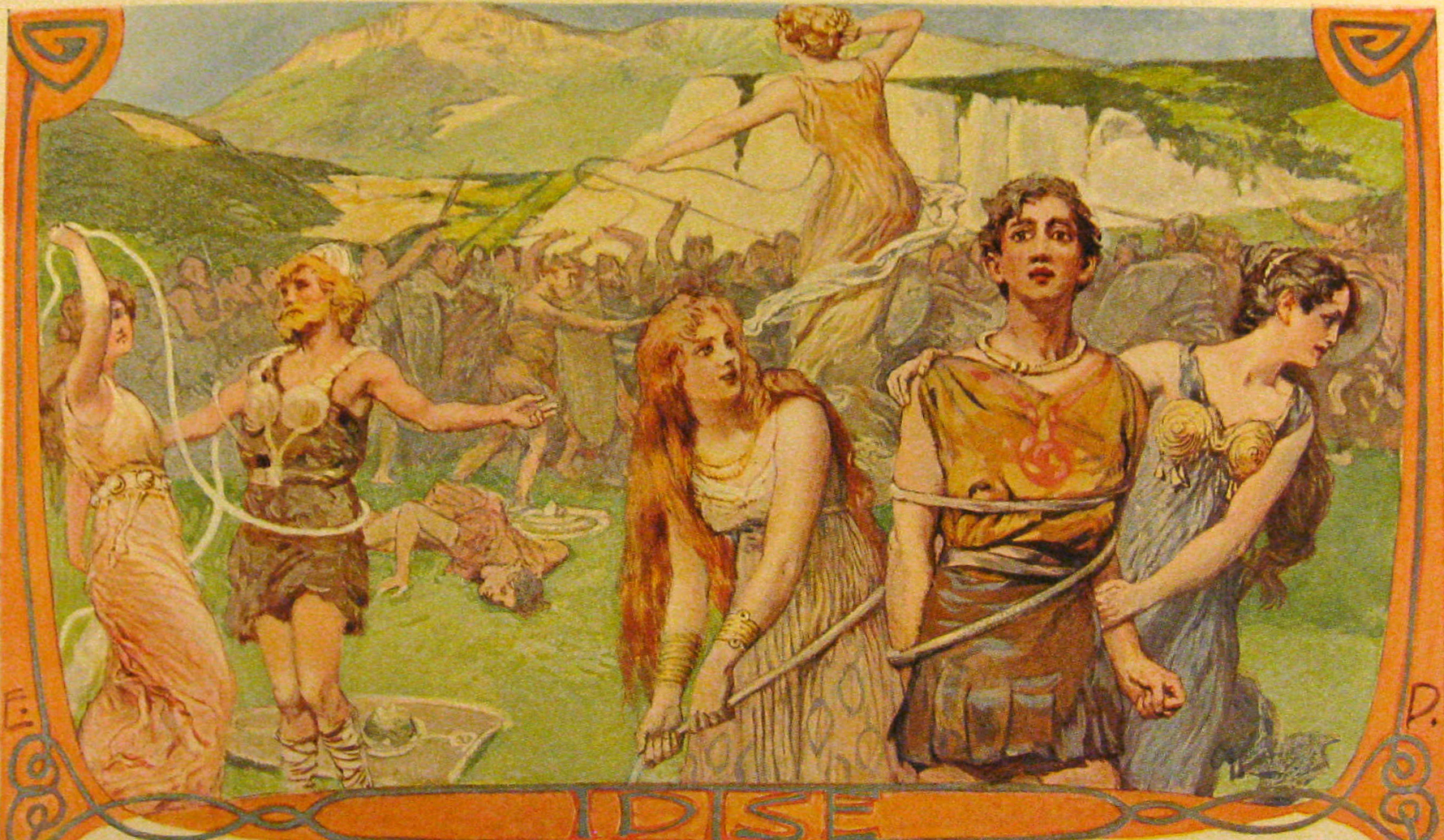
Dísir

En la mitología nórdica, las dísir (sing. dís) son un grupo de deidades femeninas de quienes poco se sabe con certeza, excepto que son mencionados en concurrencia con la muerte y el fallecimiento. Se cree que se corresponden con las idisi de los Encantamientos de Merseburg en alto alemán antiguo, así como con ides, sinónimo poético anglosajón para "mujer". Posiblemente, la etimología esté también relacionada con las dhísanas, grupo de deidades femeninas de la Yajur Veda de la mitología hindú.
Dís puede usarse de forma sugestiva como título (señorita o diosa). A Freyja se la llama Vanadís (dís de los vanir) y a Alfhild sun-dís. La raíz aparece en algunos topónimos escandinavos: Diseberg, Disevi y Disagården (Uppsala) en Suecia, y Disen en Noruega.

## Apariciones
Las dísir aparecen brevemente en un par de poemas skáldicos, en la Edda Poética y en varios kenningar.
En Grímnismál, el sabio Grímnir (Odín) hace una profecía de la muerte del rey Geirröðr y menciona a las dísir.
| Eggmóðan val nú mun Yggr hafa, þitt veit ek líf of liðit; úfar ro dísir, nú knáttu Óðin sjá, nálgastu mik ef þú megir. | El caído por la espada Ygg ahora tendrá; su vida se está acabando: enojadas contigo están las dísir: Odín ahora verás: acércate a mí si puedes. —Traducción de Thorpe |

En Reginsmál, la chica soltera Lyngheiðr es llamada dís ulfhuguð (dís con el alma de un lobo) como un insulto. Luego, en el mismo poema, está la estrofa:
| Þat er fár mikit ef þú fœti drepr, þars þú at vígi veðr, tálar dísir, standa þér á tvær hliðar ok vilja þik sáran sjá. | Vil es el signo si tus pies tambalearán Mientras vas a luchar; Diosas [dísir] siniestras a tus ambos lados serán esas heridas que recibirás. —Traducción de Bellows |

En Hamðismál, el héroe Hamðir, después de haber matado a su amigo Erpr, culpa de su repentina furia a hvöttumk at dísir (la incitación de las dísir).
El poema skáldico Krákumál – compuesto por Ragnarr Loðbrók mientras esperaba su muerte en un pozo de serpientes – presenta la línea: Heim bjóða mér dísir (las dísir me invitaron a casa), como una de las muchos circunscripciones poéticas para lo que le esperaba.
También está el relato en la Saga Hervarar de cómo una mujer se enfurece tanto por la muerte de su padre a manos de su Heiðrekr, su esposo, que se cuelga en el dísarsal (santuario de las dísir).

## Dísir, valquirias y nornas
Las dísir son directamente mencionadas solo en versos en nórdico antiguo. Como apuestas a las valquirias, el término nunca apareció en la Edda en prosa de Snorri Sturluson. Esta y la circunstancia en las cuales dís y dísir son encontradas, como se ve arriba, ha llevado a muchos eruditos a creer que dísir es el término original para las Valquirias (lit. "electoras de los asesinados"), que en cambio puede ser un kenning para dís.
La Nordisk familjebok remarca que Dísir también aparece como sinónimo de Norna. Considerando el hecho que Skuld cumplía el rol de una Valquiria y una Norna, el agrupamiento de valquirias y nornas como nombres de las dísir puede ser más realista que una mera distinción entre las tres.